# 29881 Tschopp
29881 Tschopp è un asteroide della fascia principale. Scoperto nel 1999, presenta un'orbita caratterizzata da un semiasse maggiore pari a 3,1764273 UA e da un'eccentricità di 0,1408485, inclinata di 2,20157° rispetto all'eclittica.